# Вилкс-Бар Тауншип (Пенсилванија)
Вилкс-Бар Тауншип (енгл. Wilkes-Barre Township) град је у америчкој савезној држави Пенсилванија.

## Демографија
По попису из 2000. године број становника је 3.235.
| Група             | 2000.         | 2010.    |
| Белци             | 2.987 (92,3%) | 0 (0,0%) |
| Афроамериканци    | 76 (2,3%)     | 0 (0,0%) |
| Азијати           | 117 (3,6%)    | 0 (0,0%) |
| Хиспаноамериканци | 25 (0,8%)     | 0 (0,0%) |
| Укупно            | 3.235         | 0        |